# Munirābād
Munirābād är en ort i Indien.   Den ligger i distriktet Koppal och delstaten Karnataka, i den södra delen av landet, 1 500 km söder om huvudstaden New Delhi. Munirābād ligger 473 meter över havet och antalet invånare är 8 246.
Terrängen runt Munirābād är platt. Runt Munirābād är det ganska tätbefolkat, med 230 invånare per kvadratkilometer. Närmaste större samhälle är Hospet, 6,8 km sydost om Munirābād. Trakten runt Munirābād består till största delen av jordbruksmark.